# Несполи, Паоло
Па́оло А́нджело Не́споли (итал. Paolo Angelo Nespoli; род. 6 апреля 1957, Милан, Ломбардия, Италия) — итальянский инженер, астронавт ЕКА, 5-й астронавт Италии.

## Военная служба
После окончания в 1977 году лицея Паоло Фризи в Милане Паоло Несполи был призван в армию. После обучения в военно-парашютной школе в Пизе получил квалификацию инструктора по парашютному спорту. С 1980 года стал служить в 9-м штурмовом полку «Коль Москин» в Ливорно, став в 1981 году профессиональным спецназовцем. В 1982—1984 гг. проходил службу в составе итальянского контингента многонациональных сил по поддержанию мира в Ливане в командирской должности. По возвращении в Италию произведён в офицеры. Через три года ушёл в запас.

## Образование
Ещё до увольнения из вооружённых сил, в 1985 году, Несполи поступил в Политехнический институт Нью-Йоркского университета и в 1988 году получил степень бакалавра наук по аэрокосмическому машиностроению, а годом позже — магистра наук по аэронавтике и астронавтике.
В 1989 году стал работать инженером-проектировщиком в компании Proel Tecnologie во Флоренции, где принимал участие в создании основных узлов итальянского спутника TSS.
В 1991 году перешёл на работу в Европейский центр астронавтов в Кёльне (Германия), где занимался инженерной подготовкой астронавтов ЕКА.
В 1995 году Несполи был направлен в Нордвейк (Нидерланды), в Европейский центр космических исследований и технологий (ESTEC), где в рамках совместного проекта «Евромир» отвечал за настройку и установку компьютера, обеспечивающего выполнение экспериментов и поддержку экипажа на российской орбитальной станции «Мир».
В 1996 году его перевели в Космический центр имени Линдона Джонсона для работы по подготовке экипажей МКС.

## Космическая подготовка
В июле 1998 года в результате 3-го набора Итальянского космического агентства (ИКА) Паоло Несполи был отобран для включения в европейский отряд астронавтов и уже в августе приступил к общекосмической подготовке в Центре им. Джонсона вместе с американскими астронавтами 17-го набора. Спустя два года получил квалификацию специалиста полёта. В июле 2001 года успешно завершил подготовку по управлению дистанционным манипулятором космического корабля «Спейс шаттл», а в сентябре 2003 года — по работе в открытом космосе.
В августе 2004 года Несполи был откомандирован в Центр подготовки космонавтов им. Ю. А. Гагарина, где прошёл начальную подготовку для полётов на корабле «Союз ТМА». После этого он вернулся в Хьюстон, где прошёл углублённую подготовку, которая закрепила приобретённые навыки. Кроме того, выполнял некоторые виды технических работ для НАСА, ЕКА и ИКА.
Наконец, в июне 2006 года Паоло Несполи получил назначение в экипаж миссии STS-120.
1 ноября 2018 года покинул отряд космонавтов.

## Космические полёты

### Полёт на «Дискавери»
Свой первый космический полёт 50-летний Паоло Несполи совершил в качестве специалиста полёта 23 октября — 7 ноября 2007 года . Основными задачами миссии STS-120 были посещение МКС, доставка 16-го основного экипажа, а также соединительного модуля «Гармония». В момент установки модуля, а также во время выхода в открытый космос двух американских астронавтов Несполи обеспечивал их поддержку, находясь внутри станции. Кроме того, он выполнил ряд европейских экспериментов по физиологии и биологии.
Продолжительность полёта составила 15 суток 2 часа 23 минуты.

### Полёт на «Союзе ТМА-20»
21 ноября 2008 года решением НАСА Паоло Несполи был назначен бортинженером Международной космической станции в дублирующий состав экипажа основной экспедиции МКС-24 и одновременно в основной экипаж МКС-26.
В свой второй полёт 53-летний Несполи отправился в составе международного экипажа на российском космическом корабле «Союз ТМА-20», который стартовал 15 декабря 2010 года. Через сутки после старта корабль состыковался с МКС. Возвратился на Землю 24 мая 2011 года. Продолжительность второго полёта составила 159 суток 7 часов 16 минут. На борту МКС Несполи участвовал в съёмках документального фильма о полёте Гагарина — «Первая орбита».
В общей сложности, за два космических полёта Паоло Несполи провёл в космосе 174 суток 9 часов 39 минут (4185 часов 39 минут), что является рекордом среди итальянских астронавтов.

### Полёт на «Союзе МС-05»
28 июля 2017 года в 18:41 мск стартовал с космодрома Байконур в качестве бортинженера экипажа космического корабля «Союз МС-05» и экипажа Международной космической станции по программе основных космических экспедиций МКС-53/53.
Статистика
| # | Стартовый корабль | Старт, UTC        | Экспедиция      | Корабль посадки   | Посадка, UTC      | Налёт                       | Выходы в открытый космос | Время в открытом космосе |
| - | ----------------- | ----------------- | --------------- | ----------------- | ----------------- | --------------------------- | ------------------------ | ------------------------ |
| 1 | Дискавери STS-120 | 23.10.2007, 15:38 | STS-120, МКС-16 | Дискавери STS-120 | 07.11.2007, 18:01 | 15 суток 02 часа 22 минуты  | 0                        | 0                        |
| 2 | Союз ТМА-20       | 15.12.2010, 19:09 | МКС-26 / МКС-27 | Союз ТМА-20       | 24.05.2011, 02:26 | 159 суток 07 часов 17 минут | 0                        | 0                        |
| 3 | Союз МС-05        | 28.07.2017, 15:41 | МКС-52 / МКС-53 | Союз МС-05        | 14.12.2017, 08:37 | 138 суток 16 часов 56 минут | 0                        | 0                        |
|   |                   |                   |                 |                   |                   | 313 суток 02 часа 36 минут  | 0                        | 0                        |

## Семья, увлечения
Паоло Несполи женат на Александре Рябовой, имеет дочь. Увлекается туризмом, подводным плаванием. Радиолюбитель с позывным IZ0JPA.